# فريدريك سي. هاو
فريدريك سي. هاو هو محامي وسياسي أمريكي، ولد في 21 نوفمبر 1867 في ميدفيل في الولايات المتحدة، وتوفي في 3 أغسطس 1940. نشط حزبياً في الحزب الجمهوري. وقد انتخب عضو مجلس ولاية أوهايو ‏.